# 松風軒栄花
松風軒栄花（しょうふうけん　えいか、1927年3月31日 - 2013年10月24日、本名・中西カズ子）は浪曲師。
香川県三豊郡（現三豊市）の生まれ。竹細工職人の一家に生まれる。幼少の頃より歌唱力に優れ芸の道を目指し2代目松風軒栄楽に入門。
結婚後は夫婦浪曲師として全国各地を訪れ、曲師としても活躍をした。
2013年に肺炎で死去。
夫は港家歌柳。